# Mireille Mathieu
Pour les articles homonymes, voir Mathieu.
Mireille Mathieu, née le 22 juillet 1946 à Avignon (Vaucluse), est une chanteuse française de variétés.
Issue d'un milieu modeste, Mireille Mathieu commence sa carrière en 1965 et connaît son premier grand succès en 1966 avec Mon credo. Se façonnant un répertoire regroupant environ 1 200 chansons, interprétées en de nombreuses langues, elle devient une figure de la chanson française à l'échelle internationale.
Parmi les chansons les plus connues de son répertoire figurent notamment Qu'elle est belle, Paris en colère, La dernière valse, J'ai gardé l'accent, Pardonne-moi ce caprice d'enfant, Une histoire d'amour, Acropolis adieu, La Paloma adieu, Mille colombes, Santa Maria de la Mer, Une femme amoureuse, Bravo tu as gagné (adaptation française du titre du groupe ABBA The Winner Takes It All) ou encore Together We're Strong (avec Patrick Duffy).

## Biographie

### Avant ses débuts dans la chanson
Mireille Mathieu est la fille de Roger Mathieu, maçon tailleur de pierre, né le 3 septembre 1920 à Avignon et mort dans la même commune le 13 août 1985, et de Marcelle-Sophie Poirier, née à Rosendaël le 12 décembre 1921 et morte à 94 ans, le 20 mars 2016 à Avignon, d'une embolie pulmonaire. 
Aînée de quatorze enfants, Mireille Mathieu commence à travailler dans une usine de fabrication d’enveloppes à l'âge de quatorze ans pour aider sa famille.

### Années 1960
Elle découvre la chanson dès son enfance grâce à son père qui est un chanteur ténor  amateur d'opéra et de grandes voix. C'est la découverte d’Édith Piaf qui lui montre sa voie et elle décide de devenir chanteuse. Elle se présente en 1962 dans un concours local « On chante dans mon quartier » organisé par la mairie d’Avignon, où elle termine deuxième derrière Michèle Torr, et finit par le remporter en 1964 avec La Vie en rose.
Un adjoint au maire d’Avignon, Raoul Colombe, la soutient en la faisant participer à de nombreux galas locaux et l’inscrit au Jeu de la chance, le télé-crochet de l'émission Télé Dimanche de Raymond Marcillac.

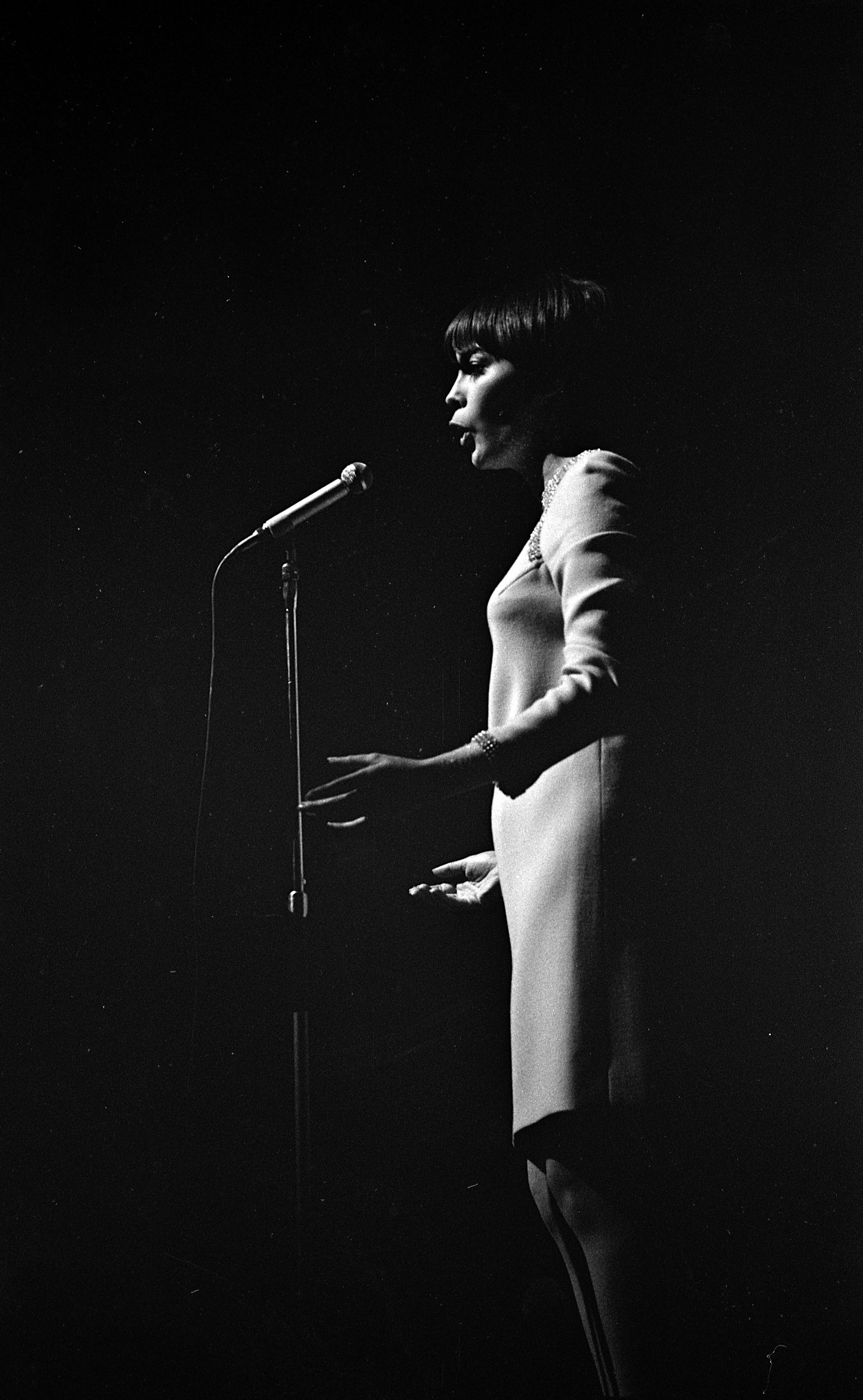
Mireille Mathieu à l'ancien palais des sports de Toulouse, le 4 novembre 1966. Photographie d'André Cros, Archives de Toulouse.

Lors d'un gala d'Enrico Macias en juillet 1965, Mireille Mathieu monte sur scène pour interpréter une chanson. Johnny Stark, son futur imprésario, remarque alors sa voix mais ne la contacte pas immédiatement. Le 21 novembre 1965, le public découvre Mireille Mathieu lors de sa première apparition à la télévision, pour le télé crochet Le Jeu de la chance. Georgette Lemaire, plébiscitée par les téléspectateurs, est en tête depuis cinq semaines et confie au présentateur Roger Lanzac son intention d'abandonner ; celui-ci lui conseille de chanter puis de se désister en faveur de Mireille Mathieu. Johnny Stark propose alors à cette dernière un contrat d'imprésario.
Après un premier Olympia en décembre 1965 en lever de rideau de Dionne Warwick et Sacha Distel, elle s'y produit en vedette dès 1966, accompagnée par Paul Mauriat et son orchestre, interprétant notamment ses premiers succès : Mon credo (plus de 500 000 exemplaires écoulés en France), Qu'elle est belle ou encore Viens dans ma rue. Le succès de Mireille Mathieu en France dépasse les frontières et, dès 1966, elle participe à l'émission The Ed Sullivan Show aux États-Unis.
Elle est parrainée par Maurice Chevalier, et François Reichenbach tourne Le Conte de fée de Mireille Mathieu qui est diffusé fin 1966 à la télévision française. Elle travaille sa voix dès lors avec la professeure de chant Annette Charlot. Toutefois, sa méconnaissance de l'anglais et ses difficultés dans cette langue ne permettront pas à Stark de miser sur une carrière américaine, malgré des projets de films et de comédies musicales.

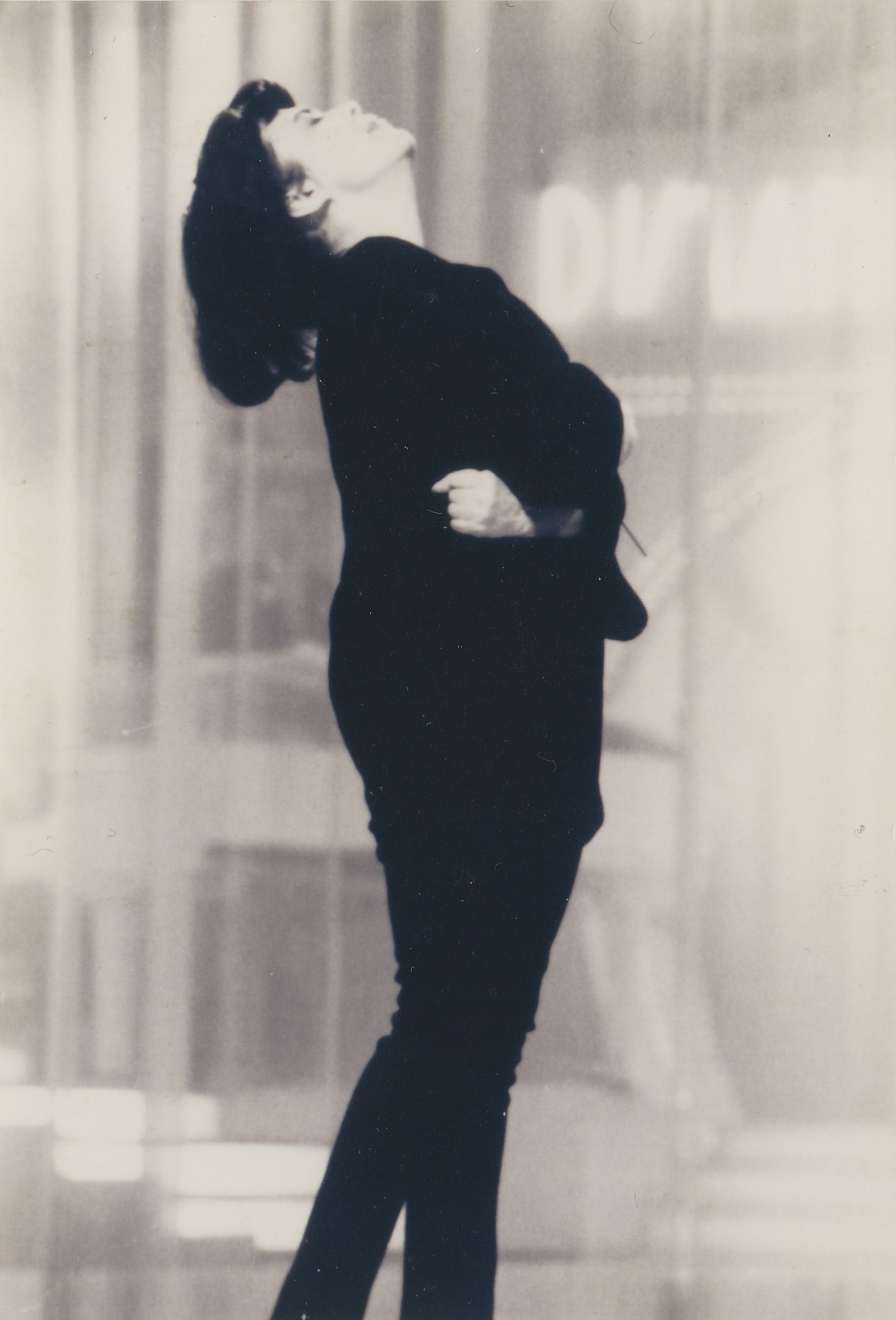
Mireille Mathieu sur la scène du Théâtre de l'Empire, Paris. 1990.

Son image de chanteuse à voix se confirme dès cette époque avec l’interprétation de Paris en colère. Écrite par Maurice Vidalin sur la musique composée par Maurice Jarre pour le film de René Clément Paris brûle-t-il ?, la chanson est, dès sa sortie, un grand succès et reste associée symboliquement à la libération de Paris.

#### Carrière internationale

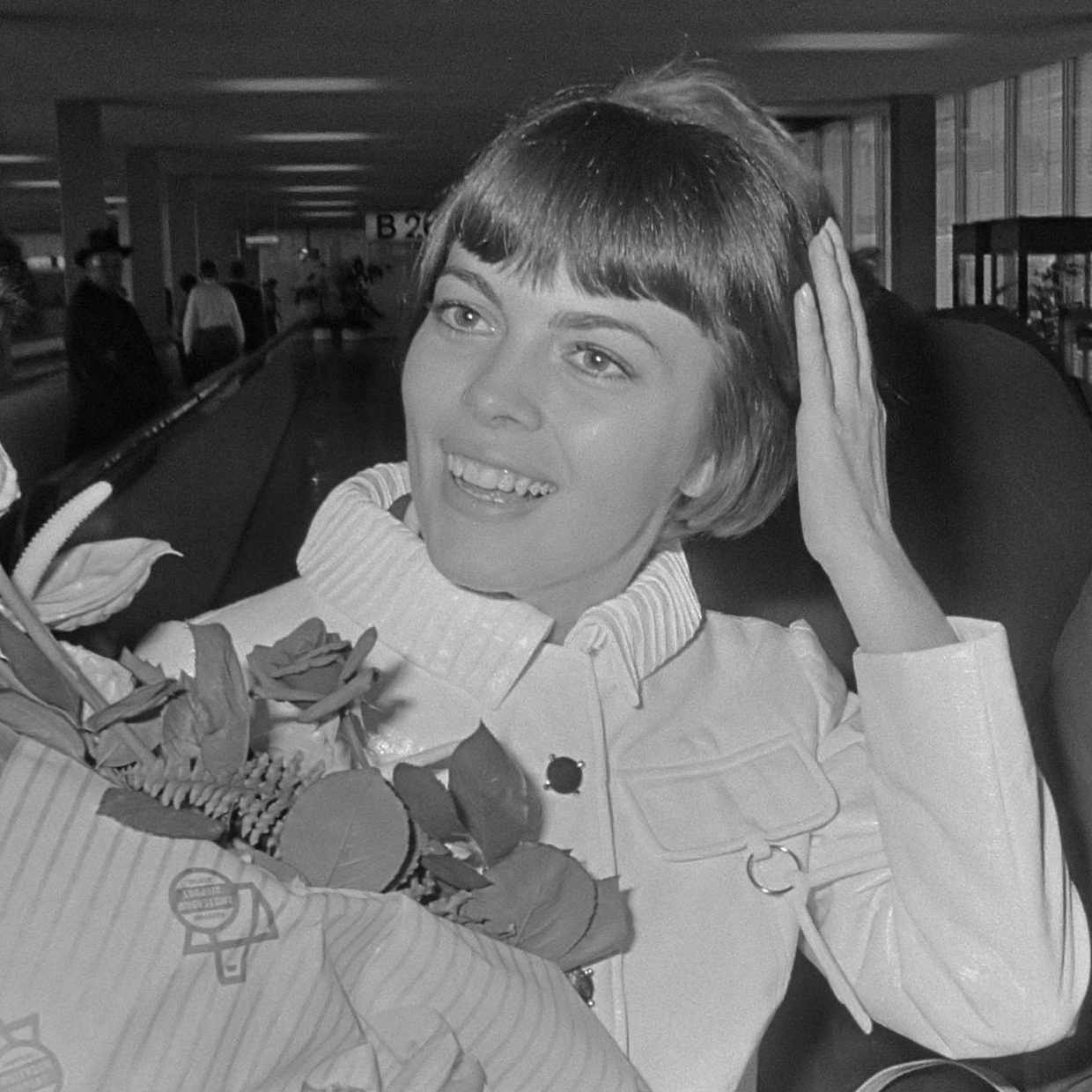
Mireille Mathieu (1970).

En 1967, c’est l’adaptation en français du succès d’Engelbert Humperdinck The Last Waltz sous le titre La dernière valse qui lui ouvre les portes des « charts » du Royaume-Uni et elle participe pour la première fois à la Royal Variety Performance (en) devant la reine Élisabeth II (elle s’y produira deux autres fois au cours de sa carrière).
Elle participe, à la fin des années 1960, à de nombreux spectacles au Royaume-Uni, au Canada et aux États-Unis. Le compositeur de La dernière valse, Les Reed, crée pour elle de nombreuses chansons, qu’elle interprètera en français et/ou en anglais, dont Les Bicyclettes de Belsize, lui permettant ainsi d’élargir son répertoire musical.
Après plusieurs succès en français (dont J'ai gardé l'accent en 1968 et La première étoile en 1969), Mireille Mathieu se fait connaître du public allemand en 1969 avec Hinter den Kulissen von Paris.

### Années 1970
Durant les années 1970, ses succès en allemand, composés et arrangés pour la plupart par Christian Bruhn, vont se succéder, certains d'entre eux étant aussi des succès en France, comme Akropolis Adieu (1971), La Paloma adieu (1973) ou Santa Maria de la Mer (1978). Les titres Pardonne-moi ce caprice d'enfant, Donne ton cœur, donne ta vie, Une histoire d'amour, Tous les enfants chantent avec moi, Ma mélodie d'amour et Mille colombes atteignent le Top 10 en France.
Elle soutient Valéry Giscard d'Estaing pour l'élection présidentielle de 1974.
En 1978, son buste et sa coupe de cheveux servent de modèle pour une représentation de Marianne.

#### Collaborations artistiques
Francis Lemarque et Georges Coulonges font appel à Mireille Mathieu pour interpréter la chanson titre de leur fresque musicale sur Paris, Paris Populi. En 1973, deux réalisateurs français la font apparaître dans leurs films : Jacques Demy la filme à Bobino chantant Mon Paris, sur une musique de Michel Legrand, devant Catherine Deneuve et Marcello Mastroianni dans L'Événement le plus important depuis que l'homme a marché sur la Lune. Elle interprète également la chanson du générique du film. Claude Lelouch la fait apparaître dans son film La Bonne Année et elle interprète la chanson titre du film écrite par Francis Lai. Par ailleurs, Michel Legrand signe la chanson d’ouverture de son spectacle à l'Olympia en janvier 1973 Pour le meilleur ou pour le pire.
La collaboration entre Francis Lai et Mireille Mathieu commence en 1966 alors qu’il était son accordéoniste, avant le succès mondial de Un homme et une femme, chanson qu'elle a également contribué à populariser. Francis Lai a écrit plus d’une trentaine de chansons pour Mireille Mathieu dont C’est ton nom (1966), un album complet Mireille Mathieu chante Francis Lai en 1972, Je t’aime avec ma peau (1978), T’aimer (1986), La vie n’est plus la vie sans nous (2002), Un peu d'espérance (2005). Mais c’est Une histoire d’amour (1971), sa création en français de la chanson du film Love Story qui est leur plus grand succès en commun.
La collaboration de Mireille Mathieu avec des musiciens de films se poursuit en 1974 avec l’album en français et italien Mireille Mathieu chante Ennio Morricone. Elle est alors la seule, avec la chanteuse italienne Milva, à avoir réalisé un album avec Ennio Morricone qui a écrit pour elle deux chansons originales.
Elle élargit son répertoire à différents styles de chansons. La collaboration avec Alice Dona pour la musique et avec Serge Lama ou Claude Lemesle pour les textes lui permet de défendre des chansons comme Le Silence ou Le Strapontin en 1977. Elle reprend la chanson L’Esclave (1976) de Serge Lama, aborde juste après la loi Veil la question de l’avortement dans L’Anniversaire (1976), et adapte quelques succès anglo-saxons comme A Blue Bayou (1978) de Roy Orbison et Une femme amoureuse (1980), reprise de Woman in Love de Barbra Streisand. Elle enregistre également un album avec Paul Anka, Mireille Mathieu chante Paul Anka "Toi et Moi".

### Années 1980
Alors qu’elle continue à chanter à l'étranger (tournées en Allemagne, au Japon, au Canada, au Mexique, passage au Carnegie Hall de New York), elle enregistre en 1981 Bravo tu as gagné (adaptation de The Winner Takes It All du groupe ABBA) et en 1983 un duo avec Patrick Duffy, Together We're Strong. Elle collabore avec Laurence Matalon et publie Ma vie m’appartient en 1982, puis avec Plácido Domingo au cours d’un Grand échiquier de Jacques Chancel sur l’aria Tous mes rêves. Elle entame une longue collaboration avec Janine Reiss, répétitrice de chant d’opéra qui lui permet de renforcer sa maîtrise vocale, ce qui se ressent dans des chansons de variétés comme Chanter (1984), mais aussi dans des duos avec les chanteurs d'opéra Peter Hofmann (Scarborough Fair) ou Placido Domingo (Tous mes rêves).
Après treize ans d'absence, elle fait un retour sur scène à Paris sur la scène du Palais des congrès en 1986, pour ses vingt ans de carrière, durant un mois devant 110 000 spectateurs.
La fin des années 1980 est marquée par une tournée en Chine en 1986 et une autre en URSS en 1987, au cours de laquelle elle est accompagnée par les chœurs de l'Armée rouge. En 1986 également, elle chante la chanson officielle de la France pour le centenaire de la statue de la Liberté en duo avec Andy Williams à New York devant les présidents Reagan et Mitterrand. En 1987, elle reçoit l’ordre national du Mérite. Sa première autobiographie Oui, je crois, est co-écrite avec Jacqueline Cartier.
En 1987, elle enregistre le générique de l'émission Animalia de son ami Allain Bougrain-Dubourg.
En 1988, la sortie du single L'enfant que je n’ai jamais eu (inclus dans une compilation de ses grands succès qui sera certifiée double disque d’or) marque sa collaboration avec une nouvelle maison de disques, Carrère (après Barclay de 1966 à 1972, Philips de 1973 à 1982 et Ariola de 1983 à 1987) et le début d’une collaboration avec Didier Barbelivien et Pascal Auriat.
En 1989, Mireille Mathieu enregistre l'album Embrujo avec 9 chansons en espagnol et une en catalan.

### Années 1990
En 1991, elle publie un nouvel album en espagnol, Una mujer, et un album éponyme en français, suivis par Mireille Mathieu chante Piaf (1993) et Vous lui direz (1995).
Le 14 novembre 1996, elle donne un concert sur la scène de l'Universal Amphitheatre à Los Angeles.
En 1998, elle se produit quatre soirs à l'Olympia et signe avec une nouvelle maison de disques, EMI, publiant la compilation Son grand numéro.

L'année suivante, après avoir sorti un nouvel album en allemand, Alles nur ein Spiel, elle est nommée chevalier de la Légion d'honneur, le 9 décembre, par Jacques Chirac.

### Années 2000
En 2002, Mireille Mathieu publie l’album De tes mains, soutenu par une semaine à l’Olympia en novembre et une tournée francophone (la première depuis vingt ans). Le 25 août 2004, à l'invitation du maire de Paris Bertrand Delanoë, elle interprète Paris en colère sur la place de la Bastille, pour un spectacle sur la libération de Paris mis en scène par Jérôme Savary, devant 40 000 personnes. 
Le 4 avril 2005, sort Platinum collection, un coffret de 3 CD contenant ses plus grands succès et 4 inédits. Le 9 mai, elle se produit, à l'invitation du président Vladimir Poutine, sur la place Rouge à Moscou, dans le cadre des cérémonies de célébration des soixante ans de la victoire soviétique sur l'Allemagne nazie. Le 26 septembre, elle sort un nouvel album en français. La même année, elle fête ses quarante ans de carrière à l’Olympia du 18 au 27 novembre. Peu de temps après, la chanteuse part en tournée en France et en Suisse.

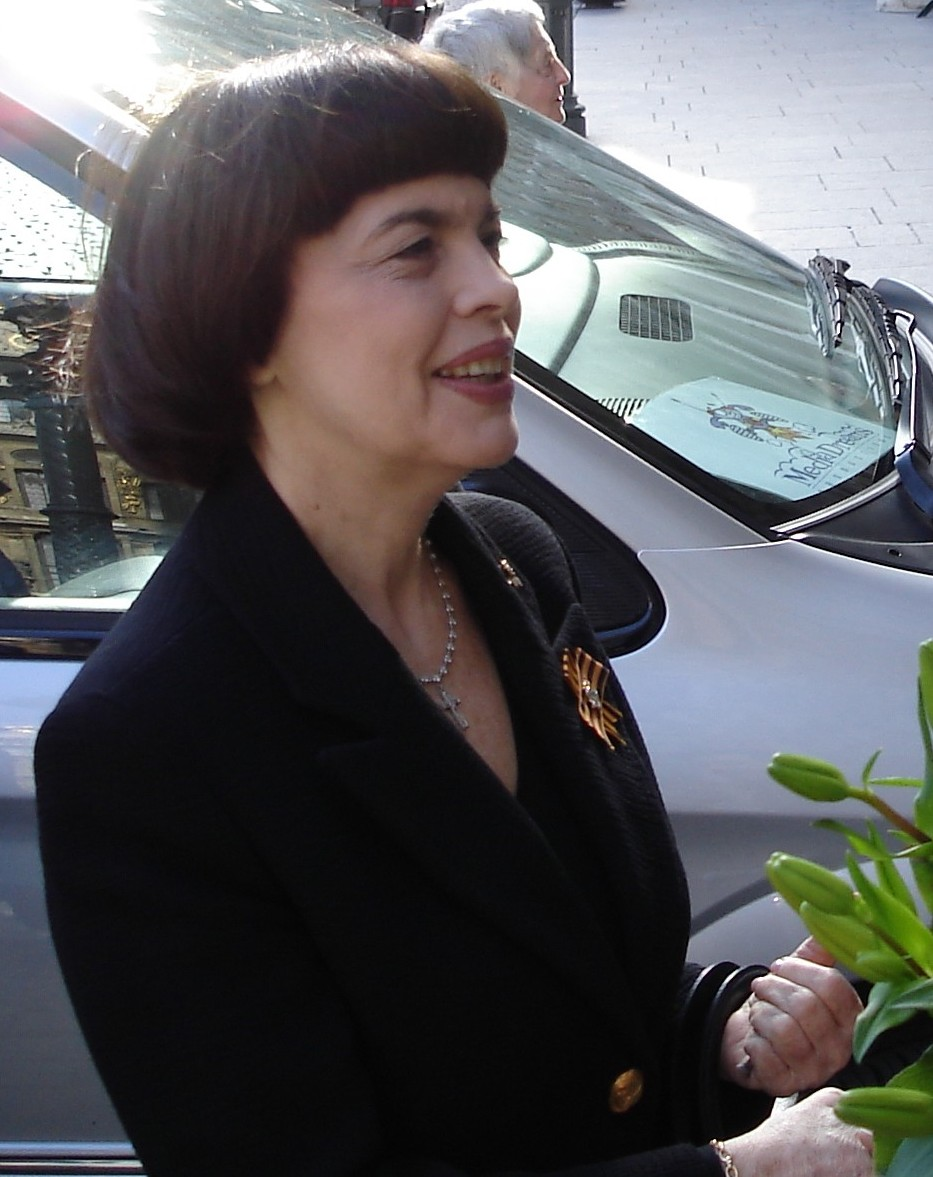
Mireille Mathieu en 2006.

En 2006, une nouvelle compilation, Herzlichst, Mireille, sort en septembre en Allemagne. Le 7 novembre marque la sortie du 1er DVD officiel de Mireille Mathieu en quarante ans de carrière. Il reprend son concert à l'Olympia de novembre 2005, ainsi qu'un documentaire inédit. Le 13 novembre sort l'album Films and Shows, contenant de grands standards de musiques de films ainsi que des chansons inédites créées pour ses shows télévisés produits par Maritie et Gilbert Carpentier.
Le 13 janvier 2006, elle reçoit en Allemagne le prix Krone der Volksmusik (Couronne de musique folklorique). Un album en allemand, In meinem Herzen, paraît en 2007. 
Après avoir chanté à Saint-Pétersbourg pour la fête nationale russe le 4 novembre, elle participe à la fête de la victoire de Nicolas Sarkozy le 8 mai 2007, place de la Concorde, où elle chante La Marseillaise et Mille colombes.

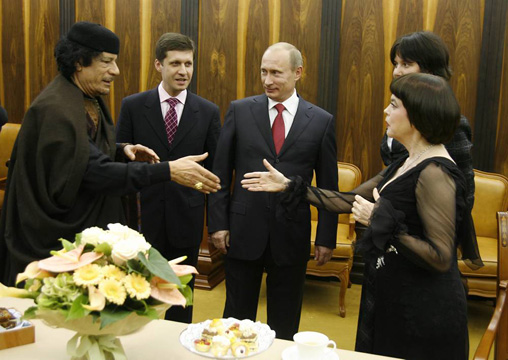
La chanteuse aux côtés du colonel Kadhafi et du président russe Vladimir Poutine à Moscou, le 1 novembre 2008.

Le 17 janvier 2008, elle reçoit à Berlin le prix de la culture Berliner Zeitung et entame une tournée de 23 concerts en Allemagne. Elle chante au Kremlin le 1er novembre 2008 en présence du président Poutine et du colonel Kadhafi, puis au grand théâtre de Saint-Pétersbourg le 6 novembre 2008.
En septembre 2009, elle est la vedette invitée du festival des Musiques militaires de Moscou et chante deux soirs de suite devant vingt mille personnes sur la place Rouge. Fin octobre 2009, elle sort en Allemagne l'album Nah bei dir, sur lequel elle compose pour la première fois deux musiques, C'est l'amour et Immer wieder. Une tournée de 24 dates suit, en Allemagne, en Autriche et au Danemark.

### Années 2010

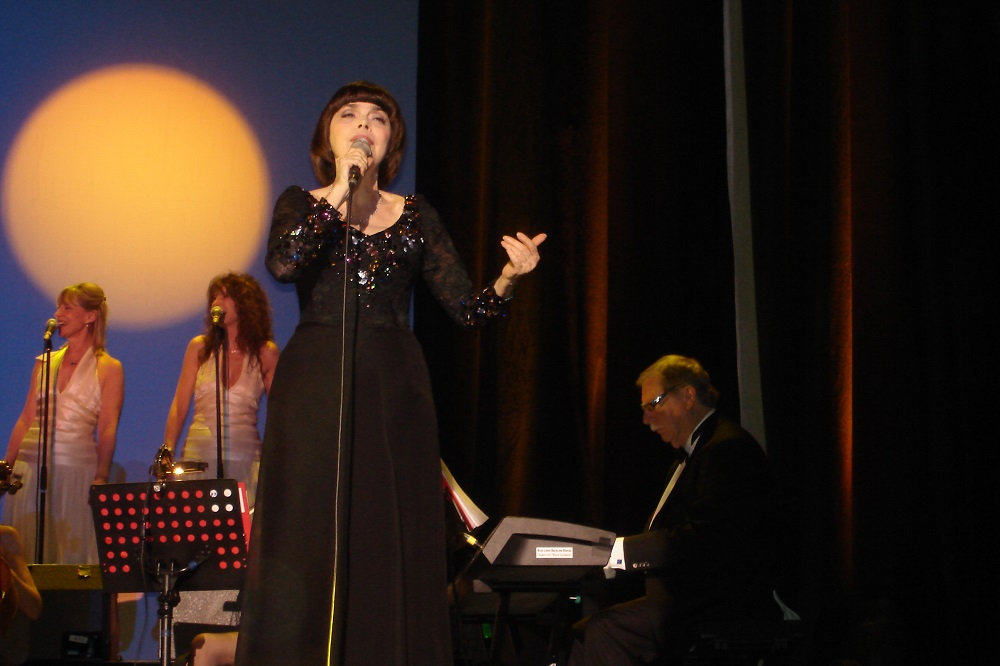
Mireille Mathieu en concert en 2010 à Düsseldorf en Allemagne.

En novembre 2010, un concert a lieu à Moscou pour fêter ses 45 ans de carrière, ainsi qu'à Varsovie (Pologne), Vilnius (Lituanie) et Riga (Lettonie). Elle est, pour la 2e fois consécutive, la vedette du festival de Musique militaire près de la Tour du Saint-Sauveur Spasskaïa Bachnya à Moscou (4 septembre). Elle reçoit la médaille de l'Ordre et de l'amitié par le président russe Dmitri Medvedev le 4 novembre.
Nicolas Sarkozy promeut Mireille Mathieu au grade d'officier de la Légion d'honneur le 26 janvier 2011. Le 19 octobre, elle est l'invitée d'honneur du concert à la télévision Inter. Du 28 au 31 octobre, elle donne des concerts en Lituanie (Kaunas et Klaipėda) et à Tallinn (Estonie).
En 2012, lors d'une interview à la télévision russe, Mireille Mathieu critique les Pussy Riot.
Le 11 octobre 2013, sort un nouvel album en allemand, Wenn mein Lied deine Seele küsst. En novembre, elle annonce deux concerts à l'Olympia pour ses 50 ans de carrière les 24 et 25 octobre 2014, suivis d'une tournée en France.

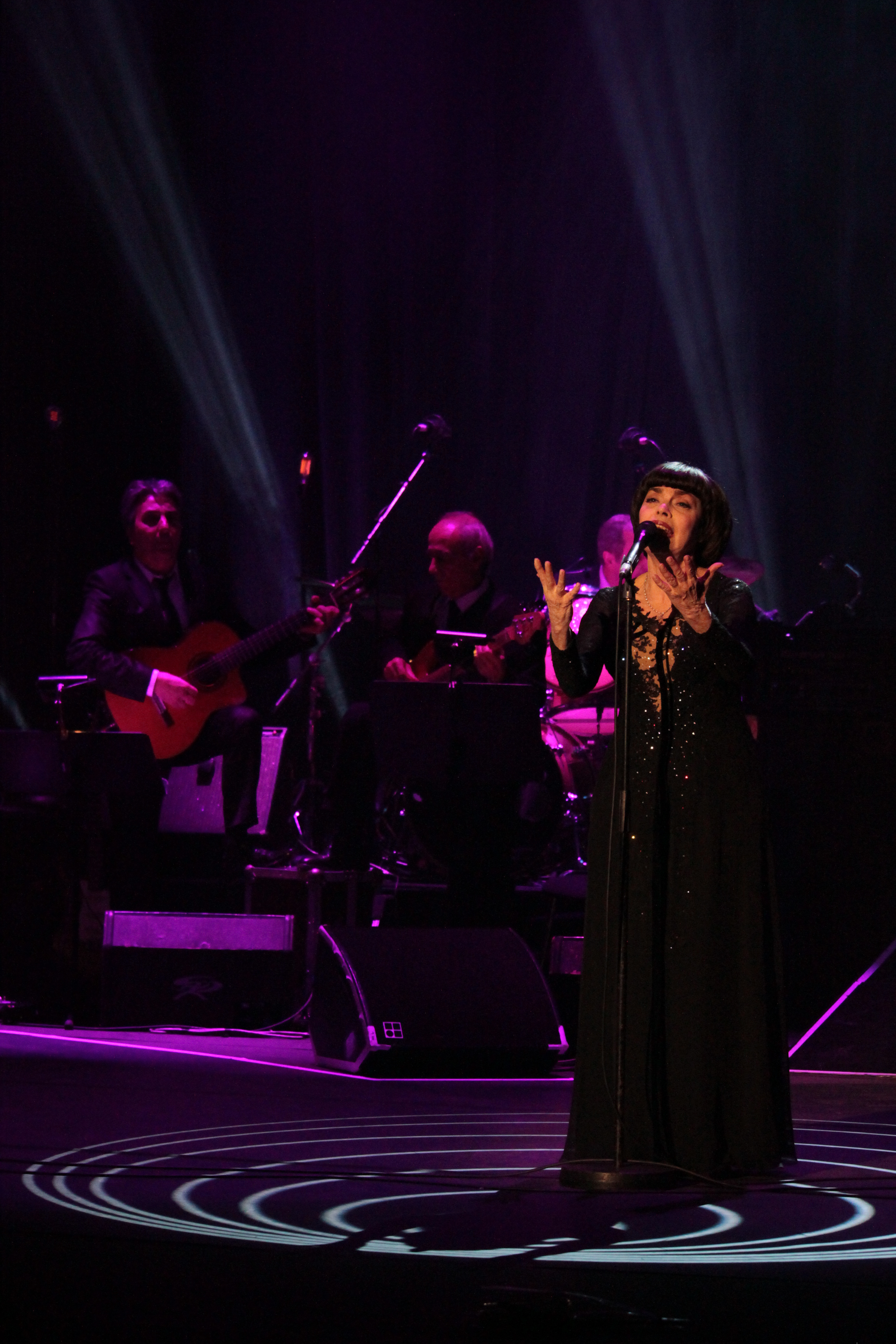
Mireille Mathieu en 2015 à Berlin.

Après avoir participé au Festival Spasskaïa Bachiya à Moscou où elle chante le Chant du départ, elle publie en 2014 un triple Best of français, Une vie d'amour, qui recevra un disque d'or pour 50 000 exemplaires vendus, et un double Best of allemand, Liebe lebt. 
Le 26 mai 2015, elle participe au concert Les Alliés de la grande victoire : Une histoire en musique. Le 30 juillet, la chanteuse donne un concert au Liban, à Byblos. Le 19 septembre, la chanteuse participe à la Oktoberfest en Allemagne, en compagnie notamment du chanteur Florian Silbereisen.
En 2017, paraît Made in France, une compilation regroupant de célèbres chansons françaises, suivi en 2018 par l'album Mes classiques.
Le 20 avril 2019, elle interprète l'Ave Maria lors du concert pour Notre-Dame de Paris diffusé par France 2 depuis la Cour d'honneur des Invalides à la suite de l'incendie de la cathédrale.
Le 19 octobre 2019, elle inaugure le tramway d'Avignon dont une rame est à son effigie.

### Années 2020
En décembre 2021, Arte diffuse un documentaire qui lui est consacré sous le titre Mireille Mathieu, Chanter...et rien d'autre
.
En juillet 2023, France 3 diffuse un documentaire inédit signé Stéphane Bern sous le titre Mireille Mathieu, la mystérieuse demoiselle d'Avignon.

## Discographie
Mireille Mathieu a enregistré plus de 1 200 titres, et chanté dans onze langues (français, allemand, anglais, espagnol, italien, russe, finnois, japonais, chinois, catalan et occitan). 
Plusieurs chiffres apparaissent dans les médias au sujet de ses ventes de disques,,,.

En France, pays où elle a classé 24 chansons dans le Top 10 et reçu 8 disques d'or, le total de ses ventes est estimé à 23 millions,.
Elle a également classé 6 chansons dans le Top 10 autrichien et 5 dans le Top 10 allemand, et reçu 4 disques d'or au Canada.

## Rapports avec les médias
Mireille Mathieu dépose plainte pour diffamation, en 2012, à la suite d'un reportage de l'émission télévisée Le Petit Journal, qui soulignait son absence de soutien aux Pussy Riot. Elle est déboutée par un jugement du 5 février 2014 de la 17e chambre du Tribunal de grande instance de Paris.
Le 3 décembre 2014, la 17e chambre du Tribunal de grande instance de Paris condamne France Télévisions à verser à Mireille Mathieu 5 000 euros de dommages-intérêts et 4 000 euros pour les frais de justice, en raison de diffamations commises à son encontre les 8, 22 et 29 septembre 2012 dans l'émission On n'est pas couché sur France 2, l'animateur Laurent Ruquier et les chroniqueurs ayant, selon le tribunal, dénaturé les propos de la chanteuse relatifs à la condamnation des Pussy Riot puis « accrédité une [prétendue] proximité de la chanteuse avec les régimes totalitaires »,.

## Décorations
- Officier de la Légion d'honneur
- Commandeur de l'ordre des Arts et des Lettres (2025)[35]

### Livre de Mireille Mathieu
- Mireille Mathieu et Jacqueline Cartier (coll.), Oui, je crois (autobiographie), Paris, éditions Robert Laffont, coll. « Vécu », 1987, 493-[16], 24 cm (ISBN 2-221-05250-1, BNF 43142497)

### Livres consacrés à Mireille Mathieu (sans la participation de l'artiste)
- Vick Vance, Mireille Mathieu : Vedette à la une (biographie), éd. Raoul Breton, Paris, 1973.
- Christian Page, Mireille Mathieu : Les Feux de la rampe (biographie), Bréa Éditions, Paris, 1983.
- Emmanuel Bonini, La Véritable Mireille Mathieu (biographie), Pygmalion (Flammarion), Paris, 2005.